# Saucer Attack!
Saucer Attack! è un videogioco per Commodore 64, creato da James D. Sachs e pubblicato da Sachs Enterprises nel 1984, nel quale bisogna difendere Washington da un attacco di dischi volanti (flying saucer in inglese, da cui il titolo).
Il gioco venne lodato dalla critica dell'epoca per la sua qualità grafica, ma Zzap!64 lo giudicò molto negativamente per il gameplay ripetitivo e scarno.

## Modalità di gioco
Il gioco è classificabile come sparatutto. Lo schema di gioco consiste in una veduta fissa di Washington, con tutti i più celebri monumenti inclusi. I dischi volanti iniziano l'invasione entrando dai lati superiori dello schermo. Il giocatore muove un mirino e deve colpire i dischi volanti con palle di energia per distruggerli. Le munizioni sono illimitate, ma non si può sparare finché il colpo precedente non ha terminato il suo tragitto. 
Ci possono essere al massimo due nemici alla volta sullo schermo; apparentemente sono uguali, ma uno ruota in senso antiorario ed è più facile da colpire, perché sta temporaneamente fermo quando il giocatore ha sparato; l'altro, di maggior valore, ruota in senso orario e non si ferma, quindi per colpirlo bisogna cercare di prevedere dove si troverà.
I dischi volanti non possono colpire il giocatore, ma hanno a disposizione un raggio elettrico per distruggere i monumenti di Washington. 
Viene conteggiato un punteggio per il giocatore e uno per gli invasori. Quest'ultimo cala quando sale quello del giocatore, e sale col passare del tempo e quando il giocatore sbaglia un colpo, con grossi aumenti quando un monumento viene distrutto.
Il gioco termina con la sconfitta se gli invasori arrivano a 50 punti o se uno dei dischi riesce ad atterrare sullo spiazzo antistante la Casa Bianca. Si ottiene invece la vittoria se il giocatore raggiunge 150 punti (la schermata passa da giorno a sera a notte ogni 50) e distrugge infine un boss.